# Marienkirche (Bad Homburg)

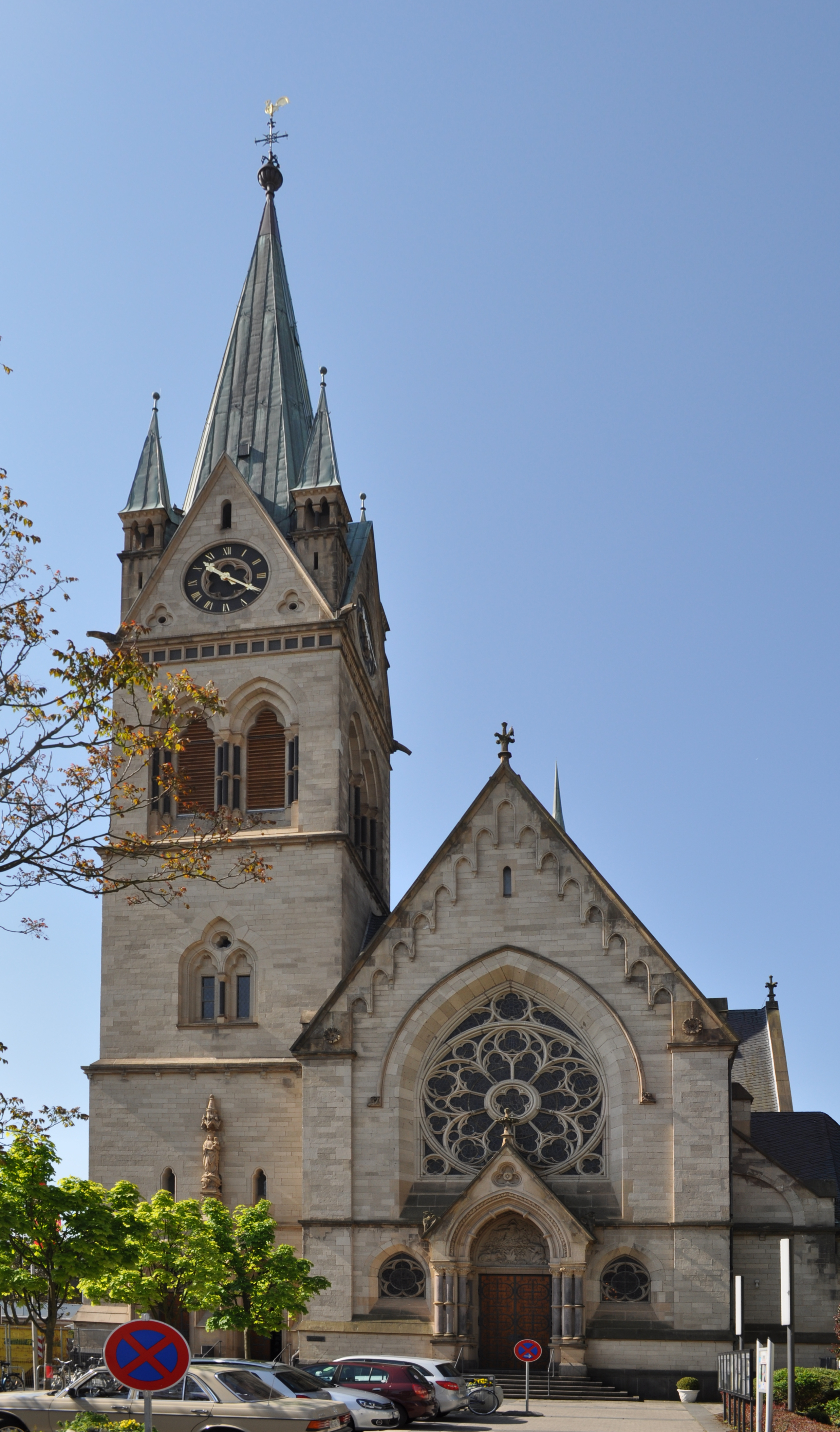
Hauptfassade der Marienkirche

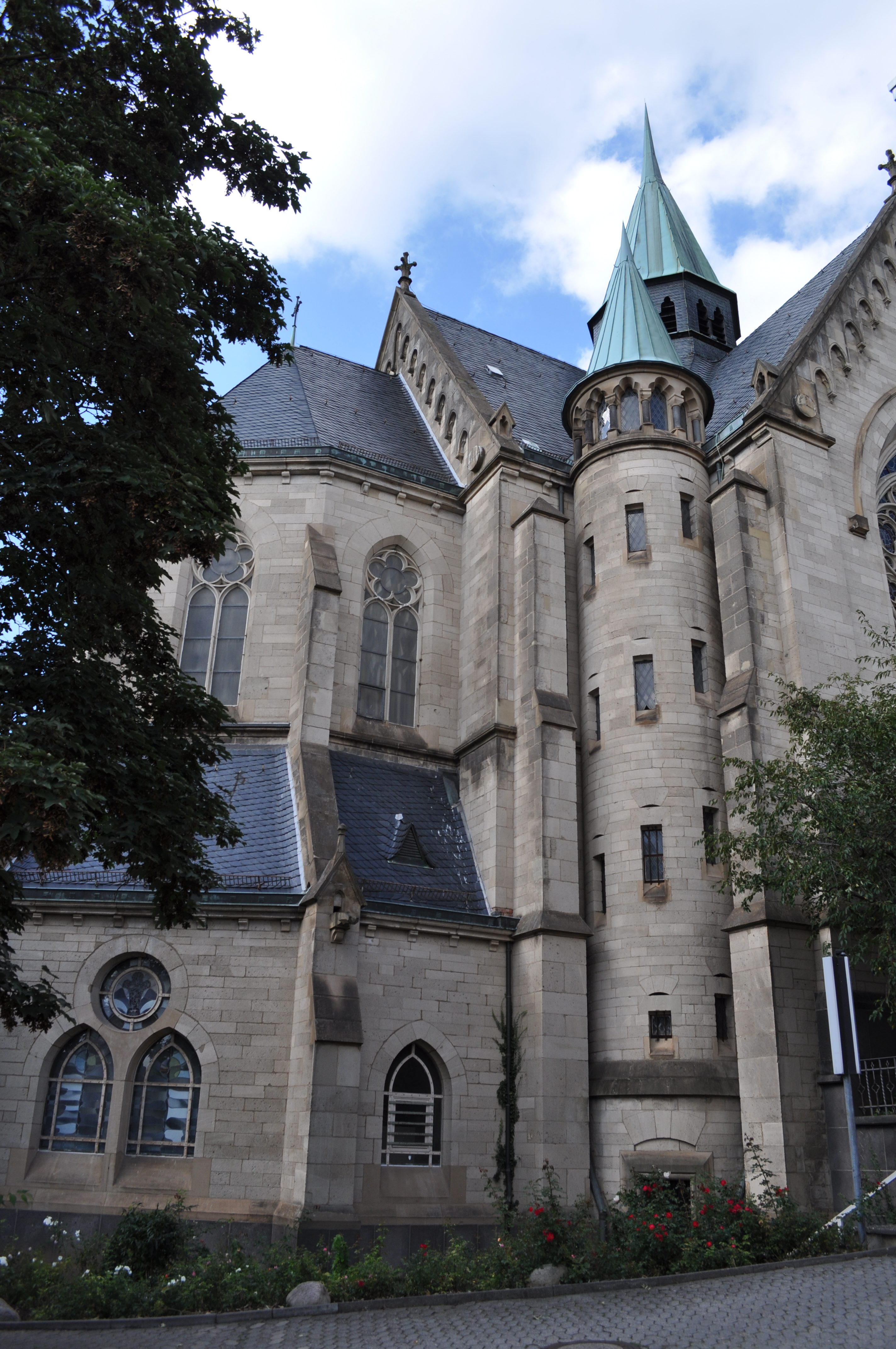
Chor und Vierung

Die Marienkirche oder St. Marien ist die römisch-katholische Hauptkirche in Bad Homburg vor der Höhe. Wie viele andere Häuser in der Dorotheenstraße steht sie unter Denkmalschutz. Sie ist Pfarrkirche des pastoralen Raums Bad Homburg-Friedrichsdorf im Kirchenbezirk Hochtaunus.

## Geschichte
Homburg war seit der Reformation 1527 eine evangelische Stadt. Erst Ende des 18. Jahrhunderts bildete sich eine kleine katholische Gemeinde, die noch 1820 nur 215 Mitglieder zählte. Seit 1812 wurden wieder katholische Gottesdienste abgehalten.
Die katholische Gemeinde nutzte ab 1816 die Jakobskirche, Dorotheenstraße 5. Eine eigene Pfarrei bestand nicht. Die Gemeinde gehörte zur Pfarrei des benachbarten ehemals kurmainzischen Ortes Kirdorf. Bei der Neuordnung der katholischen Bistümer im Anschluss an die Säkularisation wurde die Landgrafschaft Hessen-Homburg nicht berücksichtigt und gehörte somit keinem Bistum an. Verwaltet und mit Priestern versehen wurde das Territorium vom Bistum Mainz aus. 1862 sanktionierte die päpstliche Kurie in Rom diese Lösung und ernannte den Bischof von Mainz, Wilhelm Emmanuel von Ketteler, zum Apostolischen Delegaten für Homburg, Kirdorf und Rödelheim.
1866 starb die Landgrafenfamilie im Mannesstamm aus und Hessen-Homburg fiel an Preußen. Die preußische Regierung war bestrebt, die Pfarreien dem Bistum Limburg einzugliedern, um somit „ausländische“ Einflüsse – das Bistum Mainz war Landesbistum des Großherzogtums Hessen – auf die Katholiken in Homburg zu verhindern. Bischof Ketteler widersetzte sich jedoch erfolgreich. Nach Kettelers Tod 1877 entwickelte sich die Homburger Situation zum Politikum. Die preußische Regierung unternahm einen neuerlichen Versuch der Eingliederung, dem die päpstliche Kurie auch zustimmte und den Trierer Bischof Michael Felix Korum mit der Umsetzung beauftragte. Zu der Zeit befand sich der Limburger Bischof Peter Joseph Blum im böhmischen Exil, weil er aufgrund der Maigesetze mit der preußischen Regierung in Konflikt geraten war. Karl Klein, der von Blum mit der Leitung des Bistums beauftragt worden war, überzeugte Korum dahingehend, dass dieser das römische Eingliederungsdekret als Druckmittel gegen die Regierung einsetzte. Diese ließ sich auf den Kompromiss ein. Blum wurde am 3. Dezember 1883 begnadigt und konnte nach Limburg zurückkehren und Homburg wurde am 24. Februar 1884 ins Bistum Limburg eingegliedert.
Die katholische Gemeinde in Homburg wuchs in dieser Zeit stark. 1866 bekannten sich 1.350 der 7.400 Einwohner von Homburg zum katholischen Glauben. 1869 wurde daher Homburg durch Bischof Ketteler zur eigenen Pfarrei erhoben. Aus der gewachsenen Gemeinde resultierte der Wunsch nach einer größeren Kirche. 1863 wurde ein Bauplatz erworben. Es handelte sich um die Grundstücke Dorotheenstraße 15 und 17. Bedingt durch den Kulturkampf konnte der Bau jedoch erst 20 Jahre später begonnen werden.
Architekt war der Mainzer Dombaumeister Ludwig Becker. Er nutzte die von ihm ursprünglich für St. Josef in Krefeld erstellten Pläne. 1892 wurde der Grundstein gelegt. Die Einweihung fand im Beisein der Kaiserin Friedrich am 14. August 1895 statt. Die Baukosten betrugen 260.800 Mark.
Im Jahr 1915 wurde die Marienkirche Dekanatssitz des neu gegründeten Dekanats Homburg vor der Höhe. 1981 richtete die Pfarrei gemeinsam mit der Kirdorfer das Kreuzfest aus.
2011 wurde der Kirchturm für 500.000 Euro saniert, 2013 erfolgte die Sanierung der Außenfassade für die doppelte Summe. Als dritter Bauabschnitt wurde eine Innensanierung geplant, die voraussichtlich ebenfalls 1 Million Euro kosten wird und 2016 begann. Die Kosten trägt das Bistum, das Landesamt für Denkmalpflege Hessen beteiligt sich mit 40.000 Euro.

## Vorplatz
Die Kirche wurde gegen die Straßenfront zurückgesetzt, wodurch ein offener Vorplatz entstand.
Die Seiten des Platzes werden oberhalb durch das Pfarrhaus der katholischen Kirchgemeinde gebildet. Dieses Haus Dorotheenstraße 13/15 ist ein barocker Bau von 1715 mit in originaler Disposition (Fassadenmitte) befindlichem Eingang. Auf der Unterseite bildet das Haus Dorotheenstraße 21 die Begrenzung des Platzes.

## Baubeschreibung
Der Grundriss der Kirche besteht aus einem einschiffigen Innenraum. Dieser teilt sich in ein zweijochiges Langhaus und eine Vierung mit kurzen Querarmen und eingezogenem Chor auf, dem sich die fünfseitige Apsis anschließt.
Die Hauptfassade ist Blickfang am Ende der Achse Waisenhausstraße. Die Giebelwand des Langhauses wird von einer reich gegliederten und verzierten Maßwerk-Rose beherrscht. 1907 wurde dem Hauptportal eine kurze offene Halle vorgesetzt. Die Turmfassade wird in ihren unteren Geschossen von dem Portal-Paar und der mittig darüber angeordneten Marien-Skulptur geprägt.
Der Kirchturm ist dem ersten Joch des Langhauses angegliedert. Er ist wie die ganze Kirche in Tuffstein und grauem Sandstein erbaut.

## Ausstattung
Aus baugeschichtlicher Sicht ist der als Rest in der Apsis erhaltene originale Bodenbelag bemerkenswert, der aus roten, mit dem Fischsymbol verzierten Fliesen besteht. Aus der Erstverglasung der (nach 1945) erneuerten Querhausrosetten sind die Porträtmedaillons zeitgenössischer Persönlichkeiten erhalten. Der Hauptaltar stammt aus dem Jahr 1910, der Josephsaltar aus dem Jahr 1905. Der auf dem Triumphkreuz montierte Corpus Christi (fränkisch, um 1500) ist ein früher Ankauf der Kirchengemeinde.

## Orgel
Die Orgel wurde 1906 von dem Orgelbauer Johannes Klais (Bonn) als romantisch disponiertes Instrument erbaut. 1938 wurde das Instrument durch Hans Klais teilweise umgebaut und an die Klangideale der Orgelbewegung angenähert. 1972 wurde das Instrument durch Hans Gerd Klais technisch neu errichtet und dabei ins linke Seitenschiff umgesetzt. Das Pfeifenmaterial wurde weitgehend wiederverwendet. Das Schleifladen-Instrument hat 35 Register (2468 Pfeifen) auf drei Manualwerken und Pedal. Die Spieltrakturen sind mechanisch, die Registertrakturen sind elektrisch. Neben dem Schwellwerk (III. Manualwerk) ist auch das Positiv schwellbar.
| I Positiv C–g3   |       |
| Lieblich Gedackt | 8′    |
| Quintatön        | 8′    |
| Principal        | 4′    |
| Rohrflöte        | 4′    |
| Schwegel         | 2′    |
| Larigot          | 1 ⁄3′ |
| Scharff IV       |       |
| Krummhorn        | 8′    |
| Tremulant        |       |

| II Hauptwerk C–g3  |       |
| Bordun             | 16′   |
| Principal          | 8′    |
| Flaut amabile      | 8′    |
| Gemshorn           | 8′    |
| Octave             | 4′    |
| Flauto traverso    | 4′    |
| Superoctave        | 2′    |
| Cornett III-V      |       |
| Mixtur IV          | 1 ⁄3′ |
| Trompette harm.    | 8′    |
| Clairon harmonique | 4′    |

| III Schwellwerk C–g3 |        |
| Rohrgedackt          | 8′     |
| Salicional           | 8′     |
| Dolceschwebung       | 8′     |
| Geigenprincipal      | 4′     |
| Hohlflöte            | 4′     |
| Quinte               | 2 ⁄3′  |
| Octavin              | 2′     |
| Terz                 | 1 3⁄5′ |
| Sifflet              | 1′     |
| Cymbel IV            | 2⁄3′   |
| Dulcianregal         | 16′    |
| Basson/Hautbois      | 8′     |
| Tremulant            |        |

| Pedalwerk C–f1               |       |
| Principalbass                | 16′   |
| Subbass                      | 16′   |
| Octavbass                    | 8′    |
| Gemshorn (aus HW)            | 8′    |
| Tenoroctave (aus HW)         | 4′    |
| Rauschpfeife III-IV (aus HW) | 2 ⁄3′ |
| Bombarde                     | 16′   |
| Trompete (aus HW)            | 8′    |
| Clairon (aus HW)             | 4′    |

- Koppeln: I/II, III/I, III/II, I/P, II/P, III/P

Derzeit (Stand: März 2025) wird die Orgel von der Erbauerfirma gereinigt und umgestaltet. Dabei wird die Disposition wieder an die ursprünglich romantische Klangausrichtung zurückgeführt, die infolge diverser Umbauten verloren ging. Das Instrument wird nach Fertigstellung zu Ostern 2025 insgesamt 47 Register auf 3 Manualen und Pedal haben (ca. 2.784 Pfeifen).
| I Hauptwerk C–g3 |                |        |  |
| 01.              | Praestant      | 16‘    |  |
| 02.              | Principal      | 08‘    |  |
| 03.              | Flauto amabile | 08‘    |  |
| 04.              | Gemshorn       | 08‘    |  |
| 05.              | Rohrgedackt    | 08‘    |  |
| 06.              | Octave         | 04‘    |  |
| 07.              | Hohlflöte      | 04‘    |  |
| 08.              | Superoctave    | 02‘    |  |
| 09.              | Cornett III-IV | 02 ⁄3‘ |  |
| 10.              | Mixtur IV      | 01 ⁄3‘ |  |
| 11.              | Trompete       | 08‘    |  |

| II Positiv C–g3 |               |       |  |
| 12.             | Fugara        | 8‘    |  |
| 13.             | Doppelgedackt | 8‘    |  |
| 14.             | Quintatön     | 8‘    |  |
| 15.             | Principal     | 4‘    |  |
| 16.             | Rohrflöte     | 4‘    |  |
| 17.             | Schwegel      | 2‘    |  |
| 18.             | Larigot       | 1 ⁄3‘ |  |
| 19.             | Scharff IV    | 1‘    |  |
| 20.             | Krummhorn     | 8‘    |  |
|                 | Tremulant     |       |  |

| III Schwellwerk C–g3 |                            |         |
| 21.                  | Bourdon                    | 16‘     |
| 22.                  | Geigenprincipal            | 08‘     |
| 23.                  | Lieblich Gedackt           | 08‘     |
| 24.                  | Salicional                 | 08‘     |
| 25.                  | Dolce Schwebung            | 08‘     |
| 26.                  | Violine                    | 04‘     |
| 27.                  | Flauto traverso            | 04‘     |
| 28.                  | Quinte                     | 02 ⁄3‘  |
| 29.                  | Octavin                    | 02‘     |
| 30.                  | Terz                       | 01 3⁄5‘ |
| 31.                  | Progressio harmonica III-V | 02 ⁄3‘  |
| 32.                  | Fagott                     | 16‘     |
| 33.                  | Trompete harmoniquie       | 08‘     |
| 34.                  | Hautbois                   | 08‘     |
| 35.                  | Clairon harmonique         | 04‘     |
|                      | Tremulant                  |         |

| Pedal C–f1 |               |     |
| 36.        | Untersatz     | 32‘ |
| 37.        | Principalbass | 16‘ |
| 38.        | Violonbass    | 16‘ |
| 39.        | Subbass       | 16‘ |
| 40.        | Bordun        | 16‘ |
| 41.        | Octavbass     | 08‘ |
| 42.        | Violoncello   | 08‘ |
| 43.        | Gedacktbass   | 08‘ |
| 44.        | Choralbass    | 04‘ |
| 45.        | Bombarde      | 16‘ |
| 46.        | Trompete      | 08‘ |
| 47.        | Clarine       | 04‘ |

- Koppeln
  - mechanisch: II/I, I/P, II/P
  - elektrisch: III/I, III/II, III/III (Sub- und Supe-Oktavloppel), III/P

## Glocken
Im Kirchturm der Marienkirche hängt ein sechsstimmiges Glockengeläut, das 1894 von der Gießerei Petit & Gebr. Edelbrock in Gescher gegossen wurde. Glocke 4 musste 1949 neu gegossen werden. Bei einer aufwändigen Sanierung des Turms im Jahr 2011 wurden unter anderem die vorhandenen Schallläden aus Beton durch solche aus Holz ersetzt, was dem Geläut einen wärmeren Klang und größere Fülle gibt.
| Glocke | Name                                         | Durchmesser | Masse   | Schlagton |
| ------ | -------------------------------------------- | ----------- | ------- | --------- |
| 1      | Maria vom heiligsten Herzen Jesu und Barbara | 1805 mm     | 3717 kg | b°+2      |
| 2      | Maria coronata und Julia                     | 1415 mm     | 1725 kg | d′+4      |
| 3      | Maria assumpta und Theresia                  | 1167 mm     | 0965 kg | f′+4      |
| 4      | Maria dolorosa und Anna                      | 1003 mm     | 0663 kg | g′+5      |
| 5      | Maria annuntiata und Leonora                 | 0927 mm     | 0502 kg | a′+7      |
| 6      | Maria immaculata und Margaretha              | 0869 mm     | 0412 kg | b′+7      |

## Pfarrer
Bis 1869 waren die Pfarrer von Kirdorf für die Bad Homburger Katholiken zuständig:
- Johann Jakob Reusch (1816–1838)
- Jakob Eder (1838–1843)
- Christian Huether (1843–1862)
- Friedrich Werner, Pfarrverwalter (1862–1864)
- Heinrich Philipp Werner (1864–1869)

Ab 1869 bestand die eigenständige Pfarrei Bad Homburg:
- Alexander Menzel (1870–1914)
- Heinrich Fendel (1914–1916)
- Johannes Herr (1916–1918)[12]
- Wilhelm Burggraf (1918–1958) (Ehrenbürger von Bad Homburg)
- Hans Willig (1971–1991)
- Werner Meuer (seit 2003)